# Tillandsia hemkeri
Tillandsia hemkeri là một loài thực vật có hoa trong họ Bromeliaceae. Loài này được Rauh miêu tả khoa học đầu tiên năm 1976.